# Abdul Razak (futbolista)
Abdul Razak  (11 de noviembre de 1992, Abiyán, Costa de Marfil) es un futbolista marfileño, se desempeña como centrocampista en el Örgryte IS de la Superettan de Suecia.

## Clubes
| Club                                 | País       | Año         |
| ------------------------------------ | ---------- | ----------- |
| Manchester City                      | Inglaterra | 2011 - 2013 |
| Portsmouth F.C. (cedido)             | Inglaterra | 2011        |
| Brighton & Hove Albion F.C. (cedido) | Inglaterra | 2012        |
| Charlton Athletic F.C. (cedido)      | Inglaterra | 2012        |
| FC Anzhi (cedido)                    | Rusia      | 2013        |
| FC Anzhi                             | Rusia      | 2013 - 2014 |
| West Ham United                      | Inglaterra | 2014        |
| O. F. I. Creta                       | Grecia     | 2014 - 2015 |
| Doncaster Rovers                     | Inglaterra | 2015 - 2016 |
| AFC United                           | Suecia     | 2016        |
| IFK Göteborg                         | Suecia     | 2017        |
| AFC Eskilstuna (cedido)              | Suecia     | 2017        |
| IK Sirius                            | Suecia     | 2018 - 2019 |
| Örgryte IS                           | Suecia     | 2020 - 2022 |

## Palmarés

### Campeonatos nacionales
| Título           | Club            | País       | Año  |
| ---------------- | --------------- | ---------- | ---- |
| Community Shield | Manchester City | Inglaterra | 2012 |